# Vielleicht lieber morgen
Vielleicht lieber morgen (auch Das also ist mein Leben, Originaltitel: The Perks of Being a Wallflower [Die Vorteile, ein Mauerblümchen zu sein]) ist ein Briefroman des US-amerikanischen Autors Stephen Chbosky, der im Jahr 1999 erschien.

## Inhalt
Anlässlich des Beginns seines ersten Schuljahres an der Highschool im Jahr 1991 schildert der Protagonist Charlie in Briefen an eine ihm unbekannte Person verschiedene Situationen seines Lebens. Zu Beginn des Romans ist Charlie ein introvertierter und psychisch labiler Teenager, dessen einziger und bester Freund Selbstmord begangen hat. Auch seine ihm sehr nahestehende Tante Helen ist verstorben.
Im Verlauf des Romans lernt Charlie die etwas älteren Stiefgeschwister Sam und Patrick kennen. Charlie verliebt sich in die „außerordentlich schöne“ Sam. Auch mit dem homosexuellen Patrick freundet er sich an. Durch die beiden gewinnt Charlie einen neuen Freundeskreis, macht erste Liebes- und Drogenerfahrungen und findet Spaß an seinem Leben. Gegen Ende des Romans erinnert sich Charlie an ein verdrängtes Kindheitstrauma, weshalb er einige Zeit in einer Klinik verbringen muss: Er wurde von seiner Tante, die bei einem Autounfall starb, als Kind vergewaltigt; Charlie mag und vermisst sie trotzdem. Nach seiner Entlassung blickt Charlie zuversichtlich in eine angstfreie Zukunft. Viele Jahre später schreibt er erneuert einen Brief, in dem er sich für die Antworten auf seine Briefe bedankt und bestätigt, dass er es geschafft hat.

## Hintergrund
Im Roman werden diverse Bücher erwähnt, die Charlie von seinem unkonventionellen Lehrer Bill erhält. So beispielsweise das literarische Werk Der Fänger im Roggen von J. D. Salinger, das Chbosky als Inspiration für seinen Roman bezeichnete. Auch viele Musiktitel werden erwähnt, so zum Beispiel Asleep von The Smiths.
Die Behandlung kontroverser Themen wie Drogenkonsum, sexueller Missbrauch und Selbstmord führte in den Vereinigten Staaten von Amerika zu intensiven Diskussionen und Fragen bezüglich der Darstellung dieser Inhalte in Jugend- und Bildungsliteratur. Die Auseinandersetzung mit diesen Themen trägt dazu bei, dass das Buch von den Leserinnen und Lesern geschätzt wird. Gleichzeitig hat dieser offene Umgang mit sensiblen Inhalten seit seiner Veröffentlichung mehrfach zu Beanstandungen und Zensur geführt, beispielsweise durch die Entfernung aus Schulbibliotheken und Lernplänen. Auf der von der American Library Association (ALA) veröffentlichten Liste der am häufigsten angefochtenen Bücher erschien das Werk daher mehrfach, erstmals im Jahr 2003. Die Intention des Autors war es, die Leserschaft mit seinem Werk zu unterhalten und gleichzeitig zum Nachdenken anzuregen sowie Diskussionen über schwierige Themen zu fördern, die im Leben von jungen Heranwachsenden eine Rolle spielen können. Trotz anhaltender Diskussionen und Kontroversen um das Buch und seine Zugänglichkeit in Bildungsinstitutionen hat es seinen Platz in der Literatur, den Bücherregalen der Lesenden und Bibliotheken gefunden. Auch in einigen amerikanischen Bundesstaaten wie etwa in Illinois wurde „Vielleicht lieber Morgen“ wieder in den Lehrplan aufgenommen.
Der Handlungsort ist Pittsburgh.

## Verfilmung
Im Jahr 2011 wurde der Briefroman unter der Regie des Autors unter demselben Titel verfilmt und kam ein Jahr später in die Kinos. In den Hauptrollen waren Logan Lerman, Emma Watson und Ezra Miller zu sehen.

## Neuerscheinung
Die deutsche Erstveröffentlichung, die im Jahr 1999 im Vgs-Verlag erschien, wurde im Jahr 2011 neu aufgelegt. Das Buch mit neuer Übersetzung von Oliver Plaschka wurde im Heyne Verlag unter dem Titel „Das also ist mein Leben“ veröffentlicht.